# Золотая корона (Игра престолов)
«Золотая корона» (англ. A Golden Crown) — шестой эпизод первого сезона фэнтезийного телесериала канала HBO «Игра престолов». Премьера состоялась 22 мая 2011 года. Сценарий написан Джейн Эспенсон, Дэвидом Бениоффом и Д. Б. Уайссом по сюжету Бениоффа и Уайсса, режиссёром стал Дэниель Минахан.

## Сюжет

### На Севере
Бран Старк (Айзек Хэмпстед-Райт) просыпается, снова увидев сон о трёхглазом вороне, и узнаёт, что специальное седло для него готово. Чтобы опробовать его, Бран едет в лес под присмотром брата Робба (Ричард Мэдден) и Теона Грейджоя (Альфи Аллен).
Пока Теон пытается убедить Робба отомстить за нападение Ланнистеров на Эддарда, Брана берёт в плен маленькая группа одичалых, прорвавшихся на юг. Роббу и Теону удаётся убить всех мужчин и захватить женщину Ошу (Наталия Тена). Несмотря на помощь Теона, Робб отчитывает его за угрозу жизни Брана: Теон застрелил одичалого, который держал Брана.

### В Долине
Тирион (Питер Динклэйдж) через охранника убеждает Лизу Аррен (Кейт Дики) организовать суд, на котором признаётся в разных проступках, но ничего не говорит о покушении на Брана и смерти мужа Лизы. После Тирион требует суда поединком, и наёмник Бронн (Джером Флинн) вызывается сражаться за него. Лизе Аррен остаётся только уступить. Бронн побеждает сторонника Лизы, сира Вардиса Эгена (Брендан Маккормак), утомив боем тяжело вооружённого рыцаря и сбросив его в Лунную дверь. Тириону позволено уйти в сопровождении Бронна, к большому разочарованию сестёр Талли.

### В Королевской Гавани
Эддард Старк (Шон Бин) просыпается в своих покоях, рядом Роберт (Марк Эдди) и Серсея (Лина Хиди). Серсея обвиняет Эддарда в похищении её брата Тириона и заявляет, что Эддард был пьян и атаковал Джейме первым, но Роберт пощёчиной заставляет её замолчать. После её ухода Роберт говорит Эддарду, что не может править королевствами, если Ланнистеры и Старки воюют, и настаивает, чтобы Эддард остался Десницей, иначе Роберт отдаст эту должность Джейме. Роберт также сообщает Эддарду, что он будет регентом, пока Роберт охотится.
Во время уроков танцев с мечом Арья (Мэйси Уильямс) переживает из-за ранения отца и потери Джори; Сирио (Милтос Еролиму) говорит, что это прекрасная возможность научиться не отвлекаться во время боя. В общей комнате Старков разговор Сансы (Софи Тёрнер) и септы Мордэйн прерывает принц Джоффри (Джек Глисон), который извиняется перед Сансой за свое поведение и дарит ей ожерелье, пообещав, что она станет его королевой. Санса с радостью принимает извинения, не подозревая, что Джоффри заставила так поступить его мать.
Будучи регентом, Эддард узнаёт, что сир Григор «Гора» Клиган замечен во главе разбойников, нападающих на деревни в Речных Землях. Узнав, что это месть за арест Тириона, Эддард приказывает сиру Берику Дондарриону (Дэвид Майкл Скотт) арестовать Григора, лишает его земель и титулов и вызывает лорда Тайвина Ланнистера отвечать за действия Григора. Опасаясь войны с Ланнистерами и за жизнь дочерей, он приказывает Арье и Сансе вернуться в Винтерфелл ради их же безопасности. Санса противится и заявляет о желании иметь детей от светловолосого Джоффри. Эддард перечитывает родословную дома Баратеонов и собирает все факты воедино: у Джоффри не чёрные волосы, как у Роберта, его предков и бастардов, которых разыскивал Джон Аррен. Эддард заключает, что Джоффри — не кровный сын Роберта.

### За Узким морем
Дейенерис (Эмилия Кларк) берёт одно из драконьих яиц и кладёт на раскалённый мангал, после чего берёт его в руки. Её служанка вбегает, чтобы забрать горячее яйцо, при этом обжигается сама, но руки Дейенерис совершенно невредимы.
В Вэйс Дотраке Дейенерис начинает ритуал, поедая сырое сердце жеребца. Не без трудностей она справляется и встаёт, чтобы провозгласить своего нерождённого сына кхалом, который объединит весь мир под одним знаменем, и называет его Рейго. Визериса (Гарри Ллойд) начинает злить растущая популярность сестры среди дотракийцев, но Джорах Мормонт (Иэн Глен) призывает к терпению. Визерис пытается украсть драконьи яйца, чтобы купить себе армию. Однако Джорах заставляет его оставить яйца.
На пиру Дейенерис и кхала Дрого пьяный Визерис направляет на сестру меч, угрожая, что если кхал не даст ему армию, чтобы вернуть Семь Королевств, он заберёт Дейенерис и вырежет младенца из её чрева. Кхал Дрого соглашается дать ему «Золотую корону»; Визерис распускает стражу, и кровные всадники Дрого тут же хватают его. Дрого расплавляет в котле свой пояс, и к своему ужасу Визерис понимает, что «золотая корона» — на самом деле расплавленное золото, которое Дрого выливает ему на голову. Дейенерис спокойно смотрит на мучительную смерть брата и холодно замечает: «Он не был драконом. Огонь не может убить дракона».

## Производство

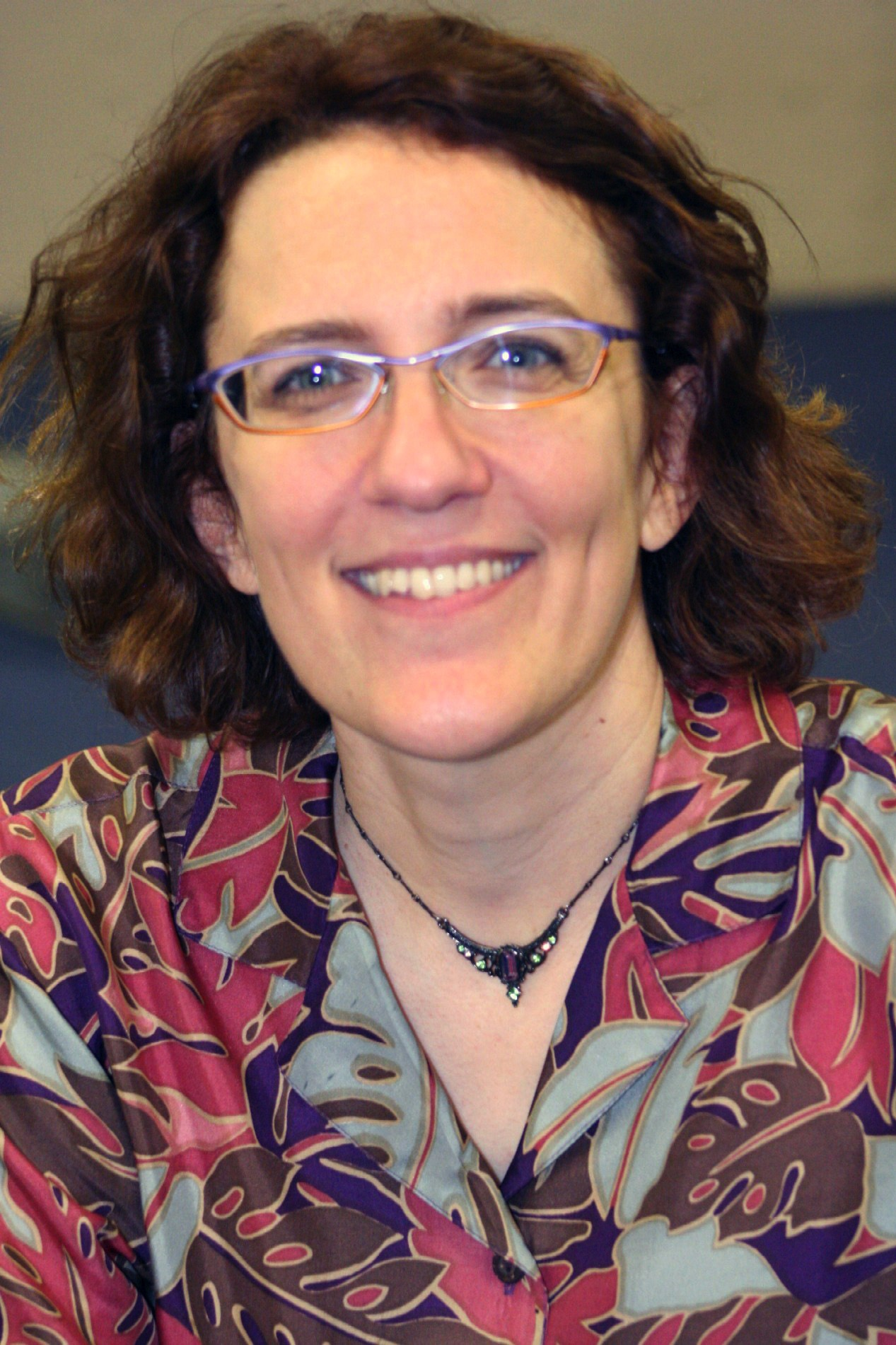
Джейн Эспенсон указана как соавтор сценария.

### Сценарий
Сценарий «Золотой короны» написали Джейн Эспенсон, Дэвид Бениофф и Д. Б. Уайсс по сюжету Бениоффа и Уайсса, основанному на «романе» Джорджа Р. Р. Мартина. Эпизод включает главы 38—41, 44—45 и 47 (Бран V, Тирион V, Эддард X, Кейтилин VII, Эддард XI, Санса III и Дейенерис V). Глава 42 (Джон V), в которой Джон убеждает мейстера Эймона позволить Сэмвеллу поступить в Дозор стюардом, не вошла в сериал (кроме нескольких реплик сира Аллисера), а главу 43 (Тирион VI) перенесли в восьмой эпизод.

### Кастинг
В эпизоде впервые появляется одичалая Оша. Джордж Р. Р. Мартин признался, что этот кастинг отличался от его видения персонажа. Как он объясняет, его удивило, что на роль выбрали Наталию Тену, так как Оша была задумана как натерпевшаяся пожилая женщина, а актриса была «слишком молодой и слишком горячей». Однако, когда он увидел плёнку с прослушивания, его убедил новый подход к персонажу: «она была поразительна, и я сказал: „снимать нужно её“».

## Реакция

### Рейтинги
Впервые после премьеры рейтинги снизились по сравнению с предыдущими неделями. Первый выход в эфир собрал 2.4 миллиона зрителей против 2.6 миллионов, собранных предыдущим эпизодом. После повторного показа разница сократилась, количество зрителей в целом в целом составило 3.2 миллиона против 3.3 на прошедшей неделе.

### Реакция критиков
«Золотая корона» получил положительные отзывы  критиков. Тодд Вандерверфф из A.V. Club дал эпизоду оценку A-, а Морин Райан из AOL TV оценила его на 70 из 100. Алан Сепинуолл из HitFix озаглавил свой отзыв «Вопреки всем правилам в потрясающем эпизоде». Элио Гарсия из westeros.org и Джейс Лэйкоб из Televisionary сочли эпизод лучшим на данный момент.

### Награды
Эпизод получил 3 номинации на «Эмми» за лучший грим в сериале, мини-сериале, фильме или программе; лучшие причёски в сериале; и лучший монтаж звука в сериале.